# Siccia albescens
Siccia albescens är en fjärilsart som beskrevs av Max Wilhelm Karl Draudt 1914. Siccia albescens ingår i släktet Siccia och familjen björnspinnare. Inga underarter finns listade i Catalogue of Life.